# The Battlefords Provincial Park
The Battlefords Provincial Park är en park i Kanada.   Den ligger i provinsen Saskatchewan, i den centrala delen av landet, 2 500 km väster om huvudstaden Ottawa. The Battlefords Provincial Park ligger 549 meter över havet. Den ligger vid sjön Jackfish Lake.
Terrängen runt The Battlefords Provincial Park är platt. Runt The Battlefords Provincial Park är det glesbefolkat, med 9 invånare per kvadratkilometer.. Närmaste större samhälle är Cochin, 4,5 km sydost om The Battlefords Provincial Park.